# Dideoides latus
Dideoides latus är en tvåvingeart som först beskrevs av Daniel William Coquillett 1898.  Dideoides latus ingår i släktet Dideoides och familjen blomflugor. Inga underarter finns listade i Catalogue of Life.